# Liste des résolutions du Conseil de sécurité des Nations unies sur l'Indonésie
Pour un article plus général, voir Liste des résolutions du Conseil de sécurité des Nations unies par pays.
Cet article dresse une liste des résolutions du Conseil de sécurité des Nations unies concernant l'Indonésie .

## Indonésie
En forme longue la république d'Indonésie, en indonésien Indonesia et Republik Indonesia
- Résolution 27 : hostilités entre l'Indonésie et les Pays-Bas (adoptée le 1er août 1947 lors de la 173e séance).
- Résolution 30 : hostilités entre l'Indonésie et les Pays-Bas (adoptée le 25 août 1947 lors de la 194e séance).
- Résolution 31 : hostilités entre l'Indonésie et les Pays-Bas (adoptée le 25 août 1947 lors de la 194e séance).
- Résolution 32 : hostilités entre l'Indonésie et les Pays-Bas (adoptée le 26 août 1947 lors de la 195e séance).
- Résolution 35 : hostilités entre l'Indonésie et les Pays-Bas (adoptée le 3 octobre 1947 lors de la 207e séance).
- Résolution 36 : hostilités entre l'Indonésie et les Pays-Bas (adoptée le 1er novembre 1947 lors de la 219e séance).
- Résolution 37 : la question indonésienne (adoptée le 28 février 1948 adoptée lors de la 259e séance).
- Résolution 41 : la question indonésienne (adoptée le 28 février 1948 adoptée lors de la 259e séance).
- Résolution 55 : la question indonésienne (adoptée le 29 juillet 1948).
- Résolution 63 : la question indonésienne (adoptée le 24 décembre 1948).
- Résolution 64 : la question indonésienne (adoptée le 28 décembre 1948).
- Résolution 65 : la question indonésienne (adoptée le 28 décembre 1948).
- Résolution 67 : la question indonésienne (adoptée le 28 janvier 1949).
- Résolution 86 : admission de l'Indonésie aux Nations unies (adoptée le 26 septembre 1950).
- Résolution 1246 : la situation en Timor
- Résolution 1257 : la situation au Timor